# Pheidologeton pullatus
Pheidologeton pullatus é uma espécie de formiga do gênero Pheidologeton, pertencente à subfamília Myrmicinae.